# 天津清真大寺
天津清真大寺又称清真大寺或清真北寺是一座位于中国天津市红桥区小伙巷地区针布街清真巷的清真寺。始建于清顺治元年（1664年），该建筑目前是天津市文物保护单位和特殊保护等级历史风貌建筑。

## 历史
清顺治元年（1664年），天津清真大寺始建。清康熙十八年（1679年）天津清真大寺曾进行扩建，礼拜殿加大到30余间。清嘉庆六年（1801年），天津清真大寺开始第二次扩建。在当时，“封翁石义广以寺狭且朽宜修，首先捐助，众乡老有余者捐资，不足者出力，兼有人力钱力并出者，莫不鼓舞从事，七年冬工程始竣”。清嘉庆七年（1802年），天津清真大寺重修工程竣工。清咸丰二年（1852年），天津清真大寺建石制群廊护台和300余平方米沐浴室。清同治四年（1865年）天津清真大寺建两个亭式楼阁和北南二道门楼。清光绪三十一年（1905年），天津清真大寺于大门对面修建了高大照壁。清宣统元年（1909年）天津清真大寺在礼拜殿前院内两侧各建一座石碑。中华人民共和国成立后，天津市人民政府于1960年对天津清真大寺进行过一次较大修缮。文化大革命中，天津清真大寺曾被关闭，宗教集体活动停止。唐山大地震中，天津清真大寺几乎被毁殆尽。1979年，天津市人民政府拨款40余万元将该寺修葺一新并列其为天津市文物保护单位。1980年7月，重新整修后的天津清真大寺对外开放。1985年3月，天津清真大寺南跨院为天津市伊斯兰协会举办的伊斯兰教经学班开学，有18名学员，学制为四年半。2005年，在天津清真大寺原址北侧的大丰路2号建成阿拉伯建筑风格的红桥清真大寺作为原清真北寺、杨庄、洋楼、女寺的合建寺。
2009年开始对清真大寺进行落架大修，2011年春天，落架大修结束，三百多年历史的清真大寺重有新貌。而天津市伊斯兰教协会的新楼也将与清真大寺傍居而立。

## 建筑
天津清真大寺占地面积5000平方米，建筑面积2200平方米，其中礼拜殿的建筑面积890平方米，前厦110平方米，共计1000平方米，可同时容纳千人进行礼拜。天津清真大寺的整体建筑以礼拜殿为主体，礼拜殿采用“勾连搭”式，由四组单体建筑连成一个整体。礼拜殿前为卷棚式前厦，其横壁绘有花卉图案，前厦连接两组四面坡式的庑殿顶大殿，后殿顶上设有五个亭式楼阁，顶端各有一宝顶，中间为八角式样，其余四个为六角式样，礼拜殿南边楼阁悬“望月”匾额，北边楼阁悬“喧峙”匾额。礼拜殿正脊、垂脊都镶有砖雕花饰，殿内梁柱悬挂十八块阿拉伯文匾额，四幅阿拉伯文楹联。礼拜殿东面配有对厅，南面的讲堂和北面的耳房呼应。大门两旁有两道院墙大门外有铁栅栏圈围，对面有大照壁。大门两旁有两道院墙、两道门楼，门楼皆为磨砖对缝，过木上方镶嵌着精致的砖雕艺术。其中，有一组砖刻由七块青砖组成，为清同治四年由回族刻砖艺人马少清所制，长307公分，宽23.5公分，上刻天津鼓楼、白骨塔、天津文庙牌楼、天津老城门楼等名景。天津清真大寺门前还设有一座大照壁，高8.5米、长14.6米、厚1.4米，用大条石奠基，特大青砖砌成，该照壁为清光绪二十一年（1905年）建成。照壁上方镶嵌着一块汉白玉石刻匾额，上书“化肇无极”。天津清真大寺为集中国宫殿式建筑风格和伊斯兰教建筑风格于一体的的建筑群。

## 馆藏
天津清真大寺内部悬挂有阿拉伯文和汉文经文匾额、经文抱柱楹联、经文望板、经文石刻匾额、经文转刻匾额、汉字砖刻匾额，汉字抱柱楹联、汉字砖刻匾额、汉字石刻匾额，汉字碑和一组砖刻。寺内题赠者有清代醇亲王、礼亲王、肃亲王。此外还有清待御使、总督、举人等回族官员和学者，以及当时的社会贤达。其中，清真大寺大殿梁柱上共悬挂着31块清代汉字匾额，8幅楹联。所挂匾额和楹联如下：
- 一块康熙年间匾额，上书“清真无二”。
- 一幅康熙年间楹联，上书“上赐真经，明先觉后，今世后世通解。圣传正教，顺主利人，天道人道并行。”
- 一块雍正年间匾额，上书“万品昭诚”。
- 一块乾隆年间匾额，上书“至诚无息”。
- 八块嘉庆年间匾额，上书“性安执复”、“本原共溯”、“独契真诠”、“恪守清真”、“无声无臭”、“恩同覆载”、“真宰一原”、“教典常昭”。
- 两幅嘉庆年间楹联，上书“帝鉴匪遥矢冰竞于曰明曰且，圣言可畏昭诚信于勿二勿三。”“帝德清净无为，遵王道之荡荡平平，亿万人胥归化育。圣教真诚不二，阐经义之原原委委，千百世共沐裁成”。
- 两块道光年间匾额，上书“崇恩庇佑”、“无始原有”。
- 一幅道光年间楹联，上书“道本尽人合天，愿时时索解无穷，博也、厚也、高也、明也、悠也、久也。功在承先启后，俾代代维持不敝，劳之、来之、匡之、直之、辅之、翼之。”
- 一块咸丰年间匾额，上书“无能名焉”。
- 七块同治年间匾额，上书“却妄归真”、“守先待后”、“为主的能知”、“洁净精微”、“古今共由”、“静参化育”、“巍巍荡荡”。
- 四幅同治年间楹联，上书“探执掌造化之源妙无极而成太极虽天地不过一物。论策励躬行之事抚今世以待后世合人神共此三缘。”“先真衍脉接新传奥旨微言发蒙有本；后世来身承第训正心诚意受益天方”、“妄诞无一言三十册明降天经何虑歧途迷向往；真诚不二念数千年远垂圣教须知正道修遵从。”
- 十块光绪年间匾额，上书“其尊无对”、“真实无妄”、“怀清履洁”、“普今独后”、“在明明德”、“显仁藏用”、“君恩万古”、“万有根原”、“精一执中”、“成堤明命”。
- 一幅光绪年间楹联，上书“运无极开太极化人化物化化无息，含理世定妙世造天造地造造有原”。

除以上木匾外，还有一块清代汉白玉石匾“化肇无极”。两块清代砖匾“进德扬辉”和“追踪修业”。辛亥革命以后，又添了一块木匾“古教可尊”。
此外，历史上，天津清真大寺原藏经书1万余册，在文革期间绝大多数都被焚为灰烬。张树森等8位阿訇藏起130余册经书，绝大部分是手抄本。其中，寺藏典籍中有两本袖珍本《古兰经》，一本长3.5厘米、宽2.2厘米、厚1.1厘米，只有普通火柴盒的一半；另一本长2.2厘米、宽1.8厘米、厚1厘米，相当于普通火柴盒1/3大小。

## 内部链接
- 天津清真南大寺

## 相关链接
- 天津市开放宗教活动场所列表